# Tommy Johnson (bluesmusicus)
Tommy Johnson (Terry, januari 1896 – Crystal Springs, 1 november 1956) was een Amerikaanse zanger en gitarist uit Mississippi die plaatopnames maakte aan het eind van de jaren 1920. Hij was een van de pioniers van de deltablues en stond bekend om zijn heldere falsetstem en subtiele gitaarspel. Zijn nummer Cool Drink of Water werd later door Howlin' Wolf bewerkt tot I Asked for Water (She Gave Me Gasoline).
Zijn broers LeDell Johnson en Major (of Mager) Johnson waren ook bluesmuzikanten. Tommy Johnson was geen familie van Robert Johnson.

## Biografie

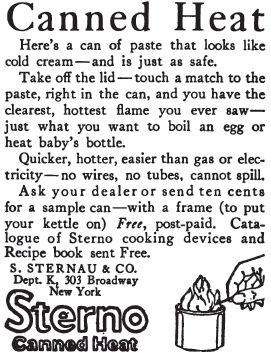
Een advertentie uit 1915 voor brandspiritus van "Sterno"

Tommy Johnson werd (waarschijnlijk) in 1896 geboren als het zesde van dertien kinderen van Idell Johnson en Mary Ella Wilson op een plantage in de omgeving van Terry (Mississippi), ten zuiden van Jackson. Rond 1910 verhuisde het gezin naar Crystal Springs (Mississippi) waar hij ook het grootste deel van zijn latere leven zou wonen. Hij leerde gitaarspelen van zijn vier jaar oudere broer LeDell, maar nog geen blues. Rond 1915 kreeg hij een relatie met een oudere vrouw en verliet hij het ouderlijk huis. Twee jaar later keerde hij terug in Crystal Springs. Onderweg had hij Charley Patton en Willie Brown ontmoet, van wie hij enkele bluesnummers had geleerd, onder andere Pony Blues, dat Charley Patton later op de plaat zou zetten. In 1921 verhuisden Tommy en LeDell naar een plantage in de omgeving van Drew (Mississippi), die niet ver weg lag van Dockery Plantation, de katoenplantage van Will Dockery, waar Charley Patton woonde. In deze periode traden de Johnsons, Patton en Willie Brown regelmatig samen op.
Na een jaar verliet Tommy Johnson de katoenplantage bij Drew en werd hij een rondreizende muzikant met Crystal Springs als thuisbasis. Hij liet zich soms begeleiden door Papa Charlie McCoy, met wie hij in februari 1928 ook zijn eerste opnames maakte voor het platenlabel Victor Records. Later volgden sessies in augustus 1928 (voor Victor) en in december 1929 (voor Paramount Records). Hij bleef optreden in de jaren 1930 en 1940, vaak in het gezelschap van Ishmon Bracey. Hij overleed op 1 november 1956 op circa zestigjarige leeftijd aan de gevolgen van een hartaanval en een levenslange alcoholverslaving, zoals hij al aankondigde in het nummer Canned Heat Blues, een lofzang op de ingeblikte brandspiritus van het merk "Sterno". Hij werd begraven op de Warm Springs Methodist Church Cemetery in Crystal Springs.
Van zijn broer, de dominee en blueszanger LeDell Johnson, is het verhaal afkomstig dat hij zijn ziel aan de duivel had verkocht om gitaar te leren spelen. Deze legende werd over meer blueszangers verteld en raakte later vooral verbonden met Robert Johnson. Tommy Johnson was ook de inspiratiebron voor het gelijknamige personage in de film O Brother, Where Art Thou? van Joel en Ethan Coen.

## Muziek

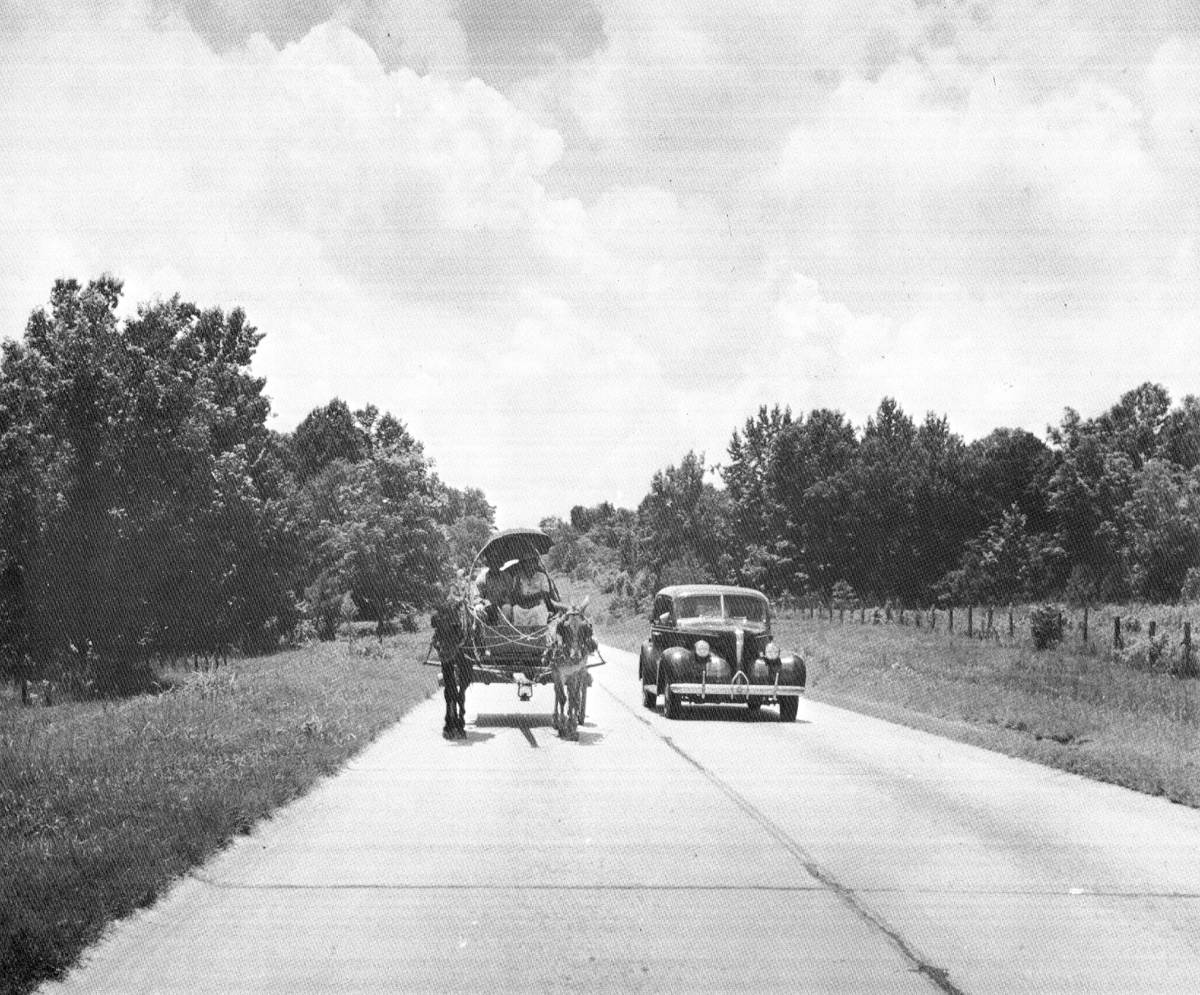
Een Big Road bij Natchez (Mississippi) (foto: Marion Post Wolcott)

Met zijn plaatopnames vestigde Tommy Johnson zijn reputatie als de belangrijkste en veelzijdigste deltablueszanger van zijn tijd, vooral dankzij zijn heldere falsetstem. Bovendien was hij een begenadigde componist die traditionele verzen en autobiografische referenties combineerde met een creatief gebruik van de gitaarlicks die hij van Charley Patton en Willie Brown had geleerd, zoals het melodieuze Bye Bye Blues dat een variatie is op zowel Pattons Pony Blues als Browns M & O Blues. Deze aanpak leverde verder opvallende nummers op als Maggie Campbell Blues, Canned Heat Blues en enkele bluesklassiekers die bekend werden in de versies van andere artiesten, die hem meestal niet de credits gaven: Big Road Blues werd geplagieerd door de Mississippi Sheiks met hun Stop and Listen blues en later twee keer opgenomen door Floyd Jones in Chicagobluesstijl als respectievelijk Dark Road Blues (1951) en On the Road Again (1953). Howlin' Wolf bewerkte Cool Drink of Water tot I Asked for Water (She Gave Me Gasoline). Johnson was verder een inspiratiebron voor bluesartiesten als Roosevelt Holts en Shirley Griffith.
De bluesrockband Canned Heat, die zich naar Johnsons gelijknamige nummer noemde, had een hit met On the Road Again van Floyd Jones, ook weer zonder Tommy Johnson op het label te vermelden.

## Discografie

### Opnamesessies
Victor Records3-4 februari en 31 augustus 1928, Memphis (Tennessee)
78 toerenplaten:
- Cool Drink of Water Blues – Big Road Blues (Victor 21279)
- Bye-Bye Blues – Maggie Campbell Blues (Victor 21409)
- Canned Heat Blues – Big Fat Mama Blues (Victor V38535)

Destijds niet uitgebrachte opnames:
- Louisiana Blues (testopname)
- Lonesome Home Blues (2 takes)[B]

Paramount Recordsdecember 1929, Grafton (Wisconsin)
78 toerenplaten:
- Alcohol and Jake Blues – Ridin' Horse (Paramount 12950)
- I Wonder to Myself – Slidin' Delta (Paramount 12975)
- Lonesome Home Blues – Black Mare Blues (Paramount 13000)[B]

Destijds niet uitgebrachte opnames:
- I Want Someone to Love Me (alleen bekend van een proefpersing)
- Button Up Shoes (testopname)
- Black Mare Blues (alternatieve take)
- zonder titel (later uitgebracht als Morning Prayer Blues)
- zonder titel (later uitgebracht als Boogaloosa Woman)

### Compilaties (selectie)
- Jackson Blues 1928-1938, z.j. (1991), Yazoo L-1007
- Tommy Johnson, Complete Recorded Works In Chronological Order, 1990, Document Records DOCD-5001
- Canned Heat Blues: Masters of the Delta Blues, 1992, Bluebird/BMG Music ND90648

- Bibsys: 3123230
- Bibliothèque nationale de France: cb13944110h (data)
- Gemeinsame Normdatei: 134419006
- International Standard Name Identifier: 0000 0000 7779 0603
- Library of Congress Control Number: n87148317
- MusicBrainz: b86d8c69-c57e-4b15-9ba5-9e7c62779271
- Nationale bibliotheek van Australië: 35282451
- Système universitaire de documentation: 11501635X
- Trove: 896308
- Virtual International Authority File: 27257077
- WorldCat: E39PBJbWxgXgjCWJ6qY4TpJYyd